# Forest Stewardship Council
El  Forest Stewardship Council, (consejo de administración forestal) más conocido por sus siglas en inglés FSC, es una organización no gubernamental de acreditación y certificación con sede en Bonn, Alemania. 
La misión oficial de FSC es "promover una gestión ambientalmente apropiada, socialmente beneficiosa y económicamente viable de los bosques del mundo". Para lograrlo cuenta con la Estrategia Global 2021-2026, que establece la dirección y los resultados previstos hasta el 2026, según lo acordado por el Consejo después de un proceso de dos años de duración. 
La certificación FSC demuestra y garantiza, mediante auditorías independientes de terceras partes (entidades de certificación) una gestión responsable y sostenible de los bosques. Igualmente, otros estándares garantizan la cadena de custodia, definiendo así la mejor práctica para las cadenas de suministro de un producto de origen forestal, desde el bosque a la fábrica y hasta llegar al consumidor. Para elllo, las empresas y los organismos que transforman o producen madera, papel, cartón, caucho u otros derivados forestales (maderables o no maderables) pueden obtener una certificación FSC de sus cadenas de custodia y obtener una etiqueta promocional con la que identificar esos productos. 
El Forest Stewardship Council cuenta con un procedimiento que permite verificar los impactos positivos de los servicios ecosistémicos (también conocidos como servicios del ecosistema) que prestan los bosques: conservación de la biodiversidad; secuestro y almacenamiento de carbono; servicios del agua; conservación del suelo; servicios recreativos; prácticas y valores culturales; y calidad del aire.
El estudio 'Sustainable forest management through certification and wood products trade: Analyzing the role of the FSC across diverse economic and climatic contexts', publicado por The Journal of Cleaner Production confirma que la certificación FSC contribuye a mantener e incrementar la cubierta forestal, particularmente en países de ingreso mediano bajo. Estos hallazgos refuerzan las conclusiones de investigaciones anteriores y aportan información sobre la adaptación de estrategias regionales de certificación para incrementar el manejo forestal sostenible. La investigación de Inoussa Boubacar y Yaya Sissoko analizó la función decisiva que desempeña de la certificación FSC de promover el manejo forestal sostenible y mitigar la deforestación en diversos contextos económicos y climáticos. Usando mediciones del modelo de datos de panel dinámico y del Método Generalizado de los Momentos (GMM, por sus siglas en inglés) en 70 países de 2000 a 2021, los investigadores examinaron la cubierta forestal como una medida del impacto de la certificación FSC.
Otras evidencias científicas destacan los efectos positivos en la biodiversidad que proporciona la gestión forestal responsable y sostenible según la aplicación de los estándares de FSC: dos ejemplos muy destacados son los publicados por la revista científica Nature, con el artículo 'FSC-certified forest management benefits large mammals compared to non-FSC'; y Science of the Total Environment, con 'FSC forest certification effects on biodiversity: A global review and meta-analysis'.
Sin embargo, críticas también plantean problemas con la certificación relacionados a conflictos territoriales. En el sur de Chile, por ejemplo, donde se encuentran grandes plantaciones forestales para la producción de pulpa, las comunidades indígenas denuncian constantemente que las empresas forestales se han apropiado de tierras indígenas. Según los críticos, el FSC certifica productos forestales procedentes de zonas que son objeto de un conflicto centenario entre las empresas forestales y las comunidades indígenas mapuches.

## Historia
Esta asociación fue fundada en Toronto en 1993 por varias organizaciones gubernamentales, comerciales y ambientales tales como el Fondo Mundial para la Naturaleza. Las decisiones principales se toman en su asamblea general que se reúne una vez cada tres años, ésta se constituye por tres cámaras: Ambiental, Social y Económica. Un consejo de directores es responsable ante los miembros del FSC y un director ejecutivo, con el apoyo de un equipo multicultural y profesional, dirige el FSC día a día desde la oficina central.[cita requerida]

## Estándares y certificaciones
A través de procesos consultivos, FSC desarrolla estándares y políticas para el manejo sostenible de los bosques, además de acreditar entidades certificadoras para evaluar a los candidatos a la certificación forestal.
El proceso de certificación es una evaluación voluntaria del cumplimiento de los estándares internacionales de FSC, independiente y de terceros. De hecho, las inspecciones las llevan a cabo más de 30 organismos de certificación en todo el mundo. Los organismos de certificación están a su vez acreditados por el organismo de acreditación internacional ASI (Accreditation Services International). Una de las principales actividades del FSC es la elaboración de estándares según el código promovido por ISEAL. Estos estándares, a su vez, son adaptados por grupos de trabajo nacionales reconocidos por FSC. A nivel local (nacional y continental), FSC está representado por una red de aproximadamente 45 socios de red, algunos de los cuales son verdaderas "Oficinas Nacionales" que contribuyen a promover la certificación en su país y ayudan a obtenerla. Una de ellas es FSC España, cuya actividad comenzó en 1998 de la mano de WWF España y, desde 2001, continúa con la representación desarrollada por la 'Asociación para promover los productos y los servicios del monte'. 
El estándar español de la Gestión Forestal para la Certificación FSCFSC-STD-ESP-03-2018 ES, según versión 5 de los Principios y Criterios (PyC) del FSC, fue aprobado el 23 de agosto de 2018 y entró en vigor el 15 de enero de 2020.[cita requerida]